# Żegota

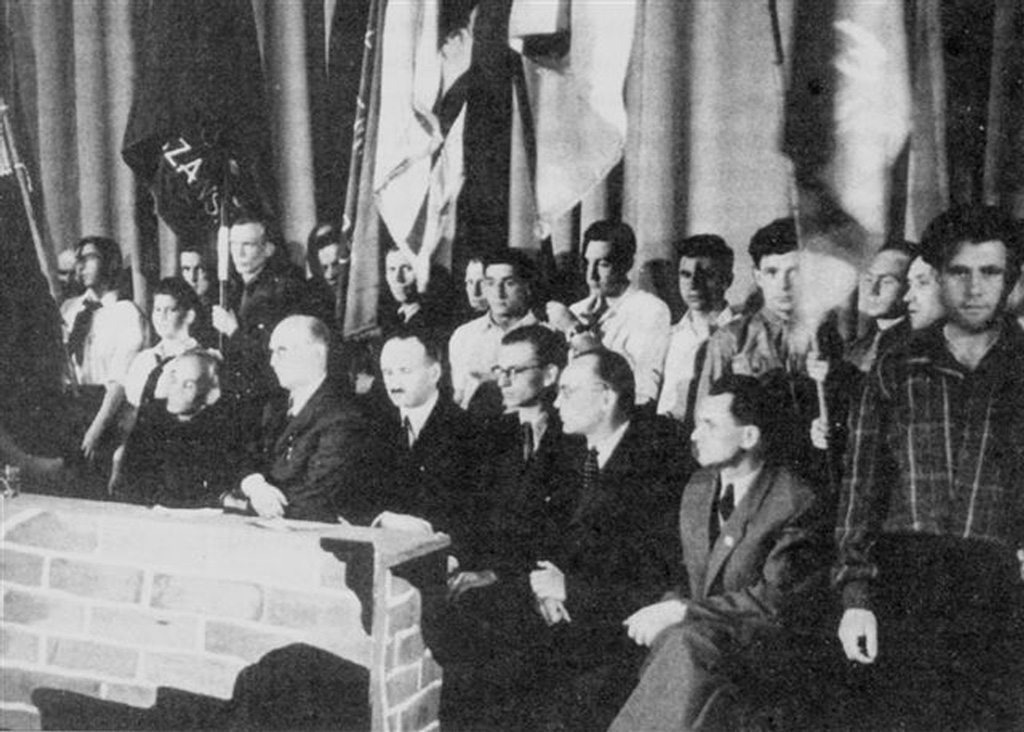
El tercer aniversari de la revolta del gueto de Varsòvia amb membres de Żegota, Varsòvia, abril de 1946. A l'escenari, de dreta a esquerra: Piotr Gajewski, Ferdynand Marek Arczyński, Władysław Bartoszewski, Adolf Berman i Tadeusz Rek

«Żegota» (ʐɛˈɡɔta), també conegut com el «Comitè Konrad Żegota», va ser un criptògram pel Consell d'Ajuda a Jueus polonès (polonès: Rada Pomocy Żydom), una organització clandestina de la resistència polonesa durant l'Ocupació de Polònia (1939–1945) pels alemanys.
El Consell d'Ajuda als Jueus va funcionar sota els auspicis del Govern Polonès a l'exili a través de la Delegació del Govern de Polònia, a Varsòvia. Żegota expressava que el propòsit era ajudar els Jueu del país i trobar llocs segurs per a ells en els territoris ocupats de Polònia. De fet, Polònia fou l'únic país ocupat a Europa on hi hagué una organització secreta dedicada.

## Composició
El Consell d'Ajuda a Jueus, Żegota, va ser la continuació d'una organització anterior secreta creada amb aquest mateix propòsit, anomenada el Comitè Provisional d'Ajuda a Jueus (Tymczasowy Komitet Pomocy Żydom), fundada el setembre de 1942 pel Zofia Kossak-Szczucka i el Wanda Krahelska-Filipowicz ("Alinka") i va estar integrada pels demòcrates polonesos, així com altres activistes del catolicisme romà. En poc temps, el Comitè Provisional tenia 180 persones en el seu si, però es va dissoldre per raons polítiques i financeres.
Fundada poc després, a l'octubre de 1942, Zegota va ser la creació de Henryk Woliński de l'Exèrcit Nacional (AK). Des de la seva creació, el secretari general electe de Żegota era Julian Grobelny, un activista d'abans de la guerra del Partit Socialista Polonès. El seu tresorer, Ferdynand Arczyński, va ser membre del Partit Demòcrata Polonès. També van ser dos dels seus treballadors més actius. Els membres van incloure Władysław Bartoszewski, posterior Ministre de Relacions Exteriors polonès (1995, 2000). Żegota va ser l'única organització polonesa de Segona Guerra Mundial dirigida conjuntament per jueus i no jueus a partir d'una àmplia gamma de moviments polítics. Estructuralment, l'organització estava formada per partits polítics clandestins jueus i polonesos.